# 片口乡
片口乡，是中华人民共和国四川省绵阳市北川羌族自治县下辖的一个乡镇级行政单位。

## 行政区划
片口乡下辖以下地区：
片口社区、保尔村、小西村、明星村、泽可村、东江村、松柏村、磨盘村、沟口村和晒金村。